# 須坂市

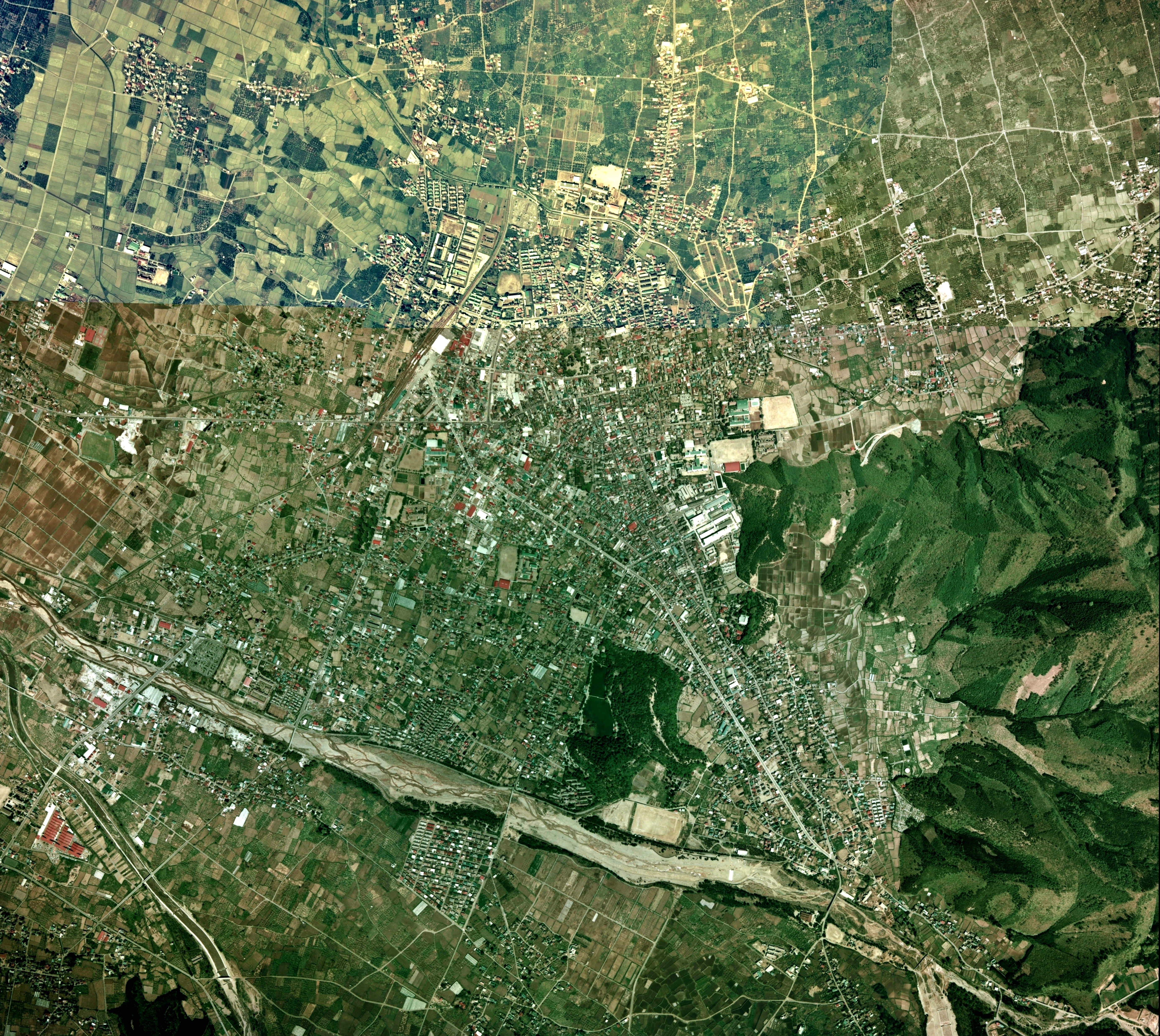
須坂市中心部周辺の空中写真。1975年撮影の6枚を合成作成。。

須坂市（すざかし）は、長野県北部にある市。江戸時代は須坂藩の陣屋町であった。明治から昭和初期にかけては製糸業で栄え、当時の繁栄を偲ばせる土蔵や大壁造りの商家が残り、蔵の町としても知られる。巨峰の産地として有名。1954年（昭和29年）市制施行。市制前の名称である須坂町（すざかまち）についてもここで述べる。

## 地理
千曲川東岸に位置し、三国山脈で県境に接する。松川と百々川がそれぞれつくり出した2つの扇状地が重なり形成されている。旧街道沿いに市街地が並び、リンゴ畑、ブドウ畑が広がる。
- 河川 - 千曲川（信濃川）、松川、八木沢川、百々川、鮎川、仙仁川、灰野川、奈良川
- 湖沼 - 昇竜湖（豊丘ダム湖）
- 山岳 - 明覚山（958m）、鎌田山（485m ）、奈良山（1,639m）、米子山（1,404m）、 土鍋山（1,999m ）、浦倉山（2,091m）、奇妙山（1,629m ）、 四阿山（2,354m ）、根子岳（2,207m ）、梯子山（1,513m ）、熊窪山（1,254m ）、臥竜山（471m ）、妙徳山（1,293m ）

### 隣接している自治体
長野県
- 長野市
- 上田市
- 上高井郡小布施町
- 上高井郡高山村

群馬県
- 吾妻郡嬬恋村

## 歴史
- 1954年（昭和29年）2月11日 - 上高井郡（旧）須坂町・日野村・豊洲村が新設合併し、改めて須坂町が発足。
- 1954年（昭和29年）4月1日 - 須坂町の区域に市制を施行して須坂市となる。
- 1955年（昭和30年）1月1日 - 井上村・高甫村を編入。
- 1960年（昭和35年）4月1日 - 長野刑務所が長野市から須坂市内に移転[2]。
- 1971年（昭和46年）4月30日 - 東村を編入。

## 人口
- DID人口比は45.4%（2015年国勢調査）。

| |                                        |  |
| 須坂市と全国の年齢別人口分布（2005年） | 須坂市の年齢・男女別人口分布（2005年） |  |
| ■紫色 ― 須坂市 ■緑色 ― 日本全国 | ■青色 ― 男性 ■赤色 ― 女性              |  |
| 須坂市（に相当する地域）の人口の推移 \| 1970年（昭和45年） \| 45,782人 \| \| \| 1975年（昭和50年） \| 49,513人 \| \| \| 1980年（昭和55年） \| 52,543人 \| \| \| 1985年（昭和60年） \| 53,611人 \| \| \| 1990年（平成2年） \| 53,662人 \| \| \| 1995年（平成7年） \| 53,842人 \| \| \| 2000年（平成12年） \| 54,207人 \| \| \| 2005年（平成17年） \| 53,668人 \| \| \| 2010年（平成22年） \| 52,168人 \| \| \| 2015年（平成27年） \| 50,725人 \| \| \| 2020年（令和2年） \| 49,559人 \| \| |                                        |  |
| 総務省統計局 国勢調査より |                                        |  |
| 1970年（昭和45年） | 45,782人                               |  |
| 1975年（昭和50年） | 49,513人                               |  |
| 1980年（昭和55年） | 52,543人                               |  |
| 1985年（昭和60年） | 53,611人                               |  |
| 1990年（平成2年） | 53,662人                               |  |
| 1995年（平成7年） | 53,842人                               |  |
| 2000年（平成12年） | 54,207人                               |  |
| 2005年（平成17年） | 53,668人                               |  |
| 2010年（平成22年） | 52,168人                               |  |
| 2015年（平成27年） | 50,725人                               |  |
| 2020年（令和2年） | 49,559人                               |  |

## 行政

### 市長
- 須坂市長：三木正夫（2004年1月24日就任、6期目）

歴代市長
- 初代 - 上原吉之助 1954年4月1日 - 1958年3月12日、1期
- 2代 - 田中邦治 1958年3月13日 - 1959年12月16日、1期
- 3代 - 山際順 1960年1月24日 - 1968年1月23日、2期
- 4代 - 松沢令之助 1968年1月24日 - 1976年1月23日、2期
- 5代 - 山際順 1976年1月24日 - 1984年1月23日、2期
- 6代 - 田中太郎 1984年1月24日 - 1992年1月23日、2期
- 7代 - 永井順裕 1992年1月24日 - 2004年1月23日、3期

### 警察
本部
- 須坂警察署

交番
- 横町中央交番（須坂市須坂）
- 幸高南部交番（須坂市幸高）

### 消防
- 須坂市消防本部

## 議会

### 市議会
- 議長：浅井 洋子
- 定数 20人（任期 2027年2月まで）

### 長野県議会
- 定数：2人
- 選挙区：須坂市・上高井郡選挙区
- 任期：2019年（平成31年）4月30日 - 2023年（令和5年）4月29日

### 衆議院
- 選挙区：長野1区 （長野市（旧大岡村・豊野町・戸隠村・鬼無里村・信州新町・中条村域を除く）、須坂市、中野市、飯山市、上高井郡、下高井郡、下水内郡）
- 任期：2024年10月27日 - 2028年10月26日
- 当日有権者数：416,726人
- 投票率：55.74％

| 当落 | 候補者名 | 年齢 | 所属党派     | 新旧別 | 得票数    | 重複 |
| ---- | -------- | ---- | ------------ | ------ | --------- | ---- |
| 当   | 篠原孝   | 76   | 立憲民主党   | 前     | 105,231票 | ○    |
|      | 若林健太 | 60   | 自由民主党   | 新     | 88,792票  |      |
|      | 若狭清史 | 44   | 日本維新の会 | 新     | 33,470票  | ○    |

## 経済

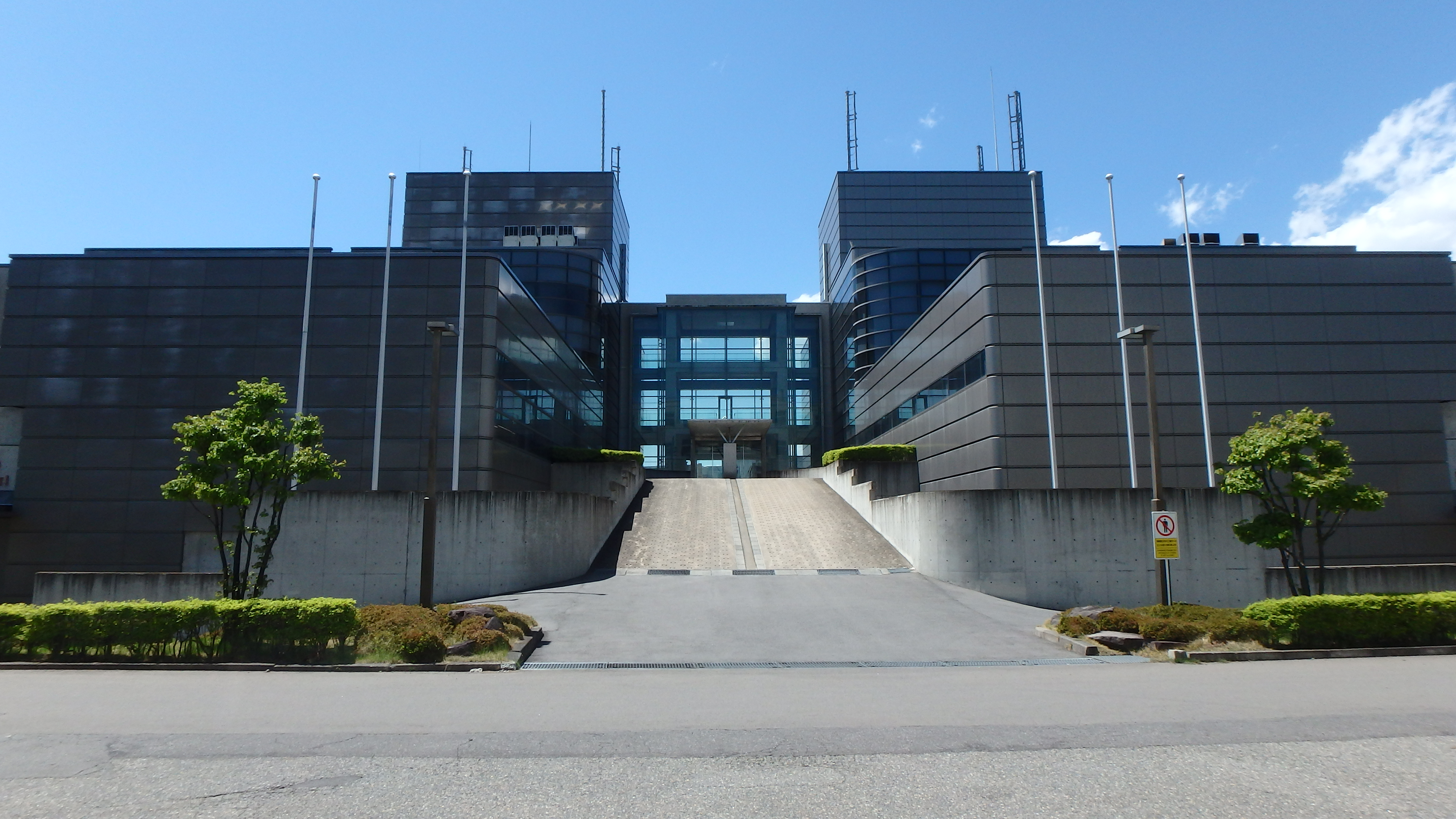
株式会社鈴木

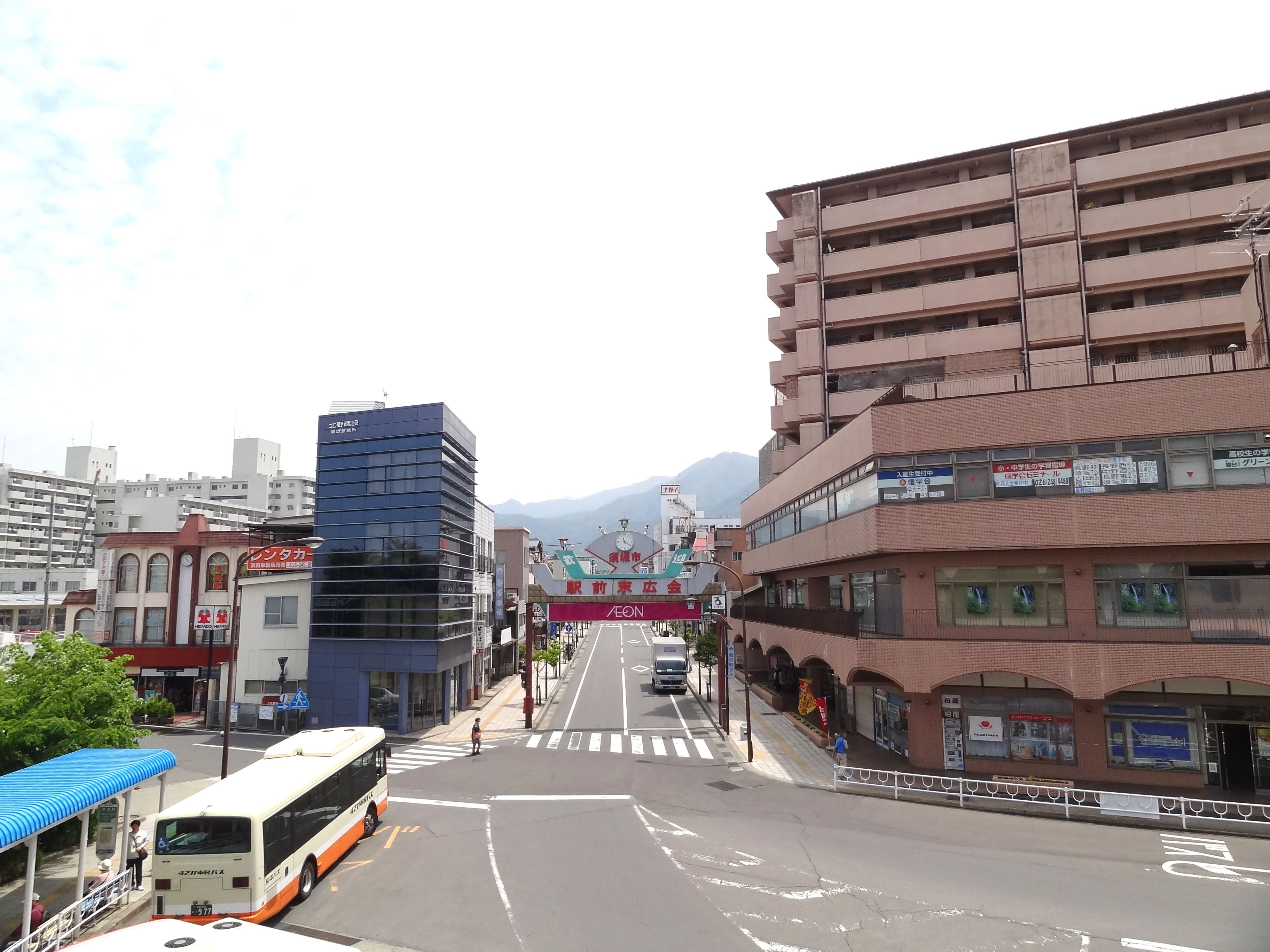
須坂市中心部（須坂駅前）

### 経済規模
- 市内総生産（平成26年度）
  - 1559億5400万円
- 財政（平成30年度）
  - 歳入 219億3298万円
  - 歳出 211億548万円

### 産業構成比
- 一次産業
- 二次産業
- 三次産業

### 産業
須坂駅周辺の主な商業施設
- 須坂駅前ビル シルキー
- 須坂ショッピングセンター パルム
- イオン須坂店

### 市内に本社機能を置く主な企業
- 株式会社鈴木（電気機器、東証一部上場）
- オリオン機械株式会社（電気機器）
- 株式会社サンジュニア（電気機器）
- アトリオン製菓株式会社（食料品）
- 遠藤酒造場（食料品）
- 長電テクニカルサービス（サービス）
- 須坂新聞（新聞）
- Goolight

### 郵便
| 集配郵便局   | 須坂郵便局                                                                                               |
| 無集配郵便局 | 井上郵便局、須坂旭ヶ丘郵便局、須坂穀町郵便局、須坂坂田郵便局、須坂新町郵便局、須坂村山郵便局、仁礼郵便局 |
| 簡易郵便局   | 須坂豊丘簡易郵便局、高甫簡易郵便局、屋部簡易郵便局                                                       |

## 教育機関

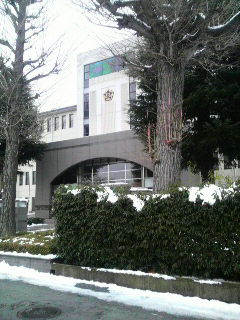
須坂高等学校

### 専門学校
- 長野県須坂看護専門学校

### 高等学校
- 長野県須坂高等学校
- 長野県須坂東高等学校
- 長野県須坂創成高等学校

### 中学校
- 常盤中学校 （ときわ）
- 相森中学校 （おおもり）
- 墨坂中学校 （すみさか）
- 東中学校 （あずま）

### 小学校
- 小山小学校 （こやま）
- 須坂小学校 （すざか）
- 森上小学校 （もりうえ）
- 日滝小学校 （ひたき）
- 豊洲小学校 （とよす）
- 日野小学校 （ひの）
- 井上小学校 （いのうえ）
- 高甫小学校 （たかほ）
- 旭ヶ丘小学校 （あさひがおか）
- 仁礼小学校 （にれい）
- 豊丘小学校 （とよおか）

## 交通

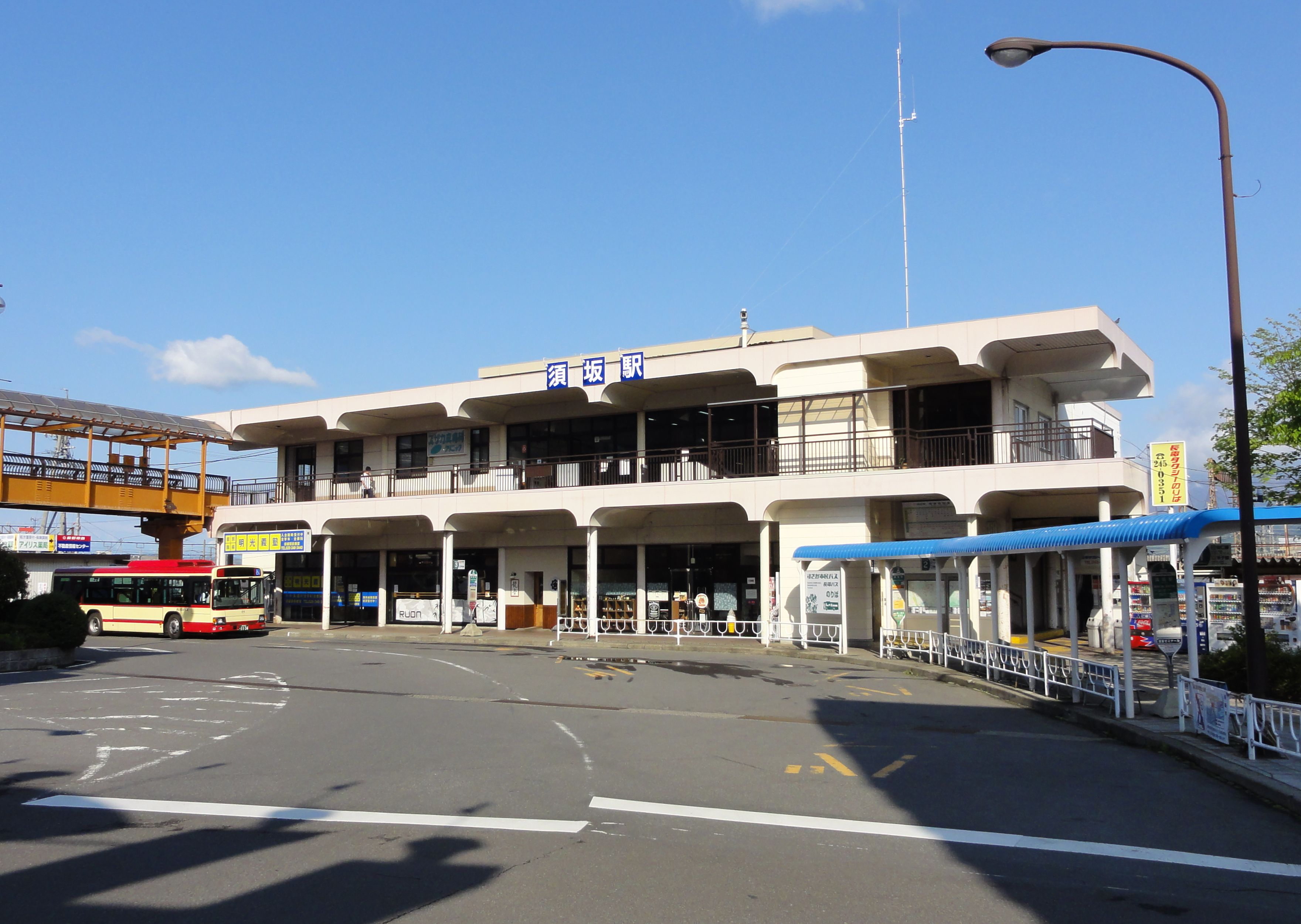
須坂駅

鉄道は、市内を長野電鉄長野線が通過している。中心的な駅は須坂駅である。
道路は、市の西部に上信越自動車道が通過しており、市南西部に須坂長野東インターチェンジが設置されている。国道は国道403号、国道406号が市街地で交差するように通過している。

### 鉄道
長野電鉄（長電）
■長野線
- - 村山駅 - 日野駅 - 須坂駅 - 北須坂駅 -

### 過去の路線
- 屋代線 - 2012年廃止。
  - 井上駅

※このほかに、同市に存在した米子鉱山への索道が須坂駅より設けられていた(遅くとも1973年に廃止)。

### 路線バス
- 長電バス
  - 長野営業所須坂管内
- すざか市民バス

### 道路
高速道路
東日本高速道路（NEXCO東日本）
E18 上信越自動車道
- - 須坂長野東IC -

一般国道
- 国道403号
- 国道406号

主要地方道
- 長野県道54号須坂中野線
- 長野県道58号長野須坂インター線
- 長野県道66号豊野南志賀公園線

一般県道
- 長野県道112号大前須坂線
- 長野県道343号村山小布施停車場線
- 長野県道344号須坂停車場線
- 長野県道346号五味池高原線
- 長野県道347号村山綿内停車場線
- 長野県道349号米子須坂線
- 長野県道352号新田春木線
- 長野県道499号相之島高山線

広域農道
- 須高広域農道（北信濃くだもの街道）

## 友好都市
- 神奈川県三浦市（1974年4月23日 姉妹都市締結）
- 新潟県新発田市（1985年6月16日 旧紫雲寺町と姉妹都市締結）
- 中華人民共和国吉林省四平市（1994年5月12日 友好都市締結）

## 名所・旧跡・観光スポット・祭事・催事

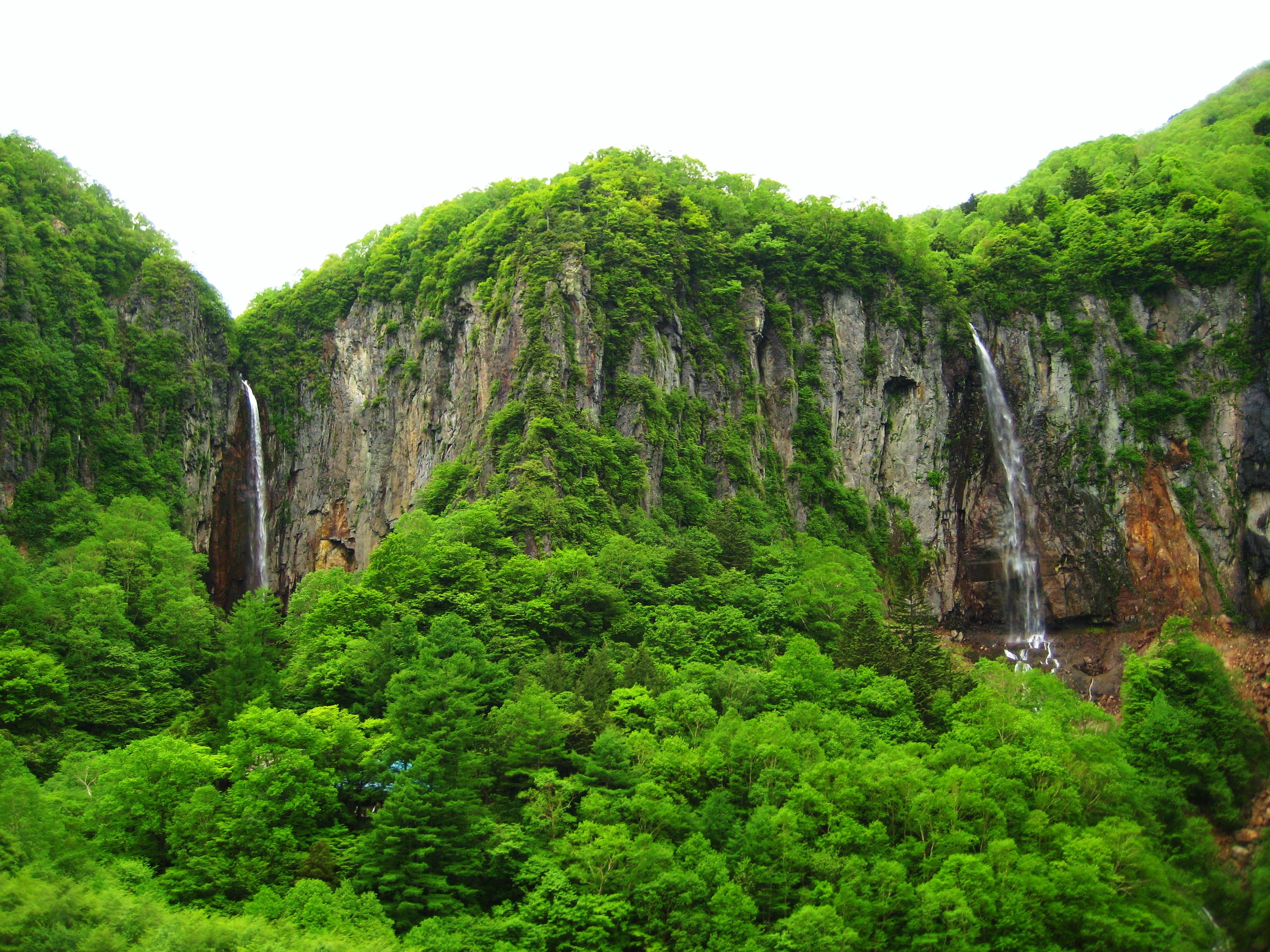
米子大瀑布

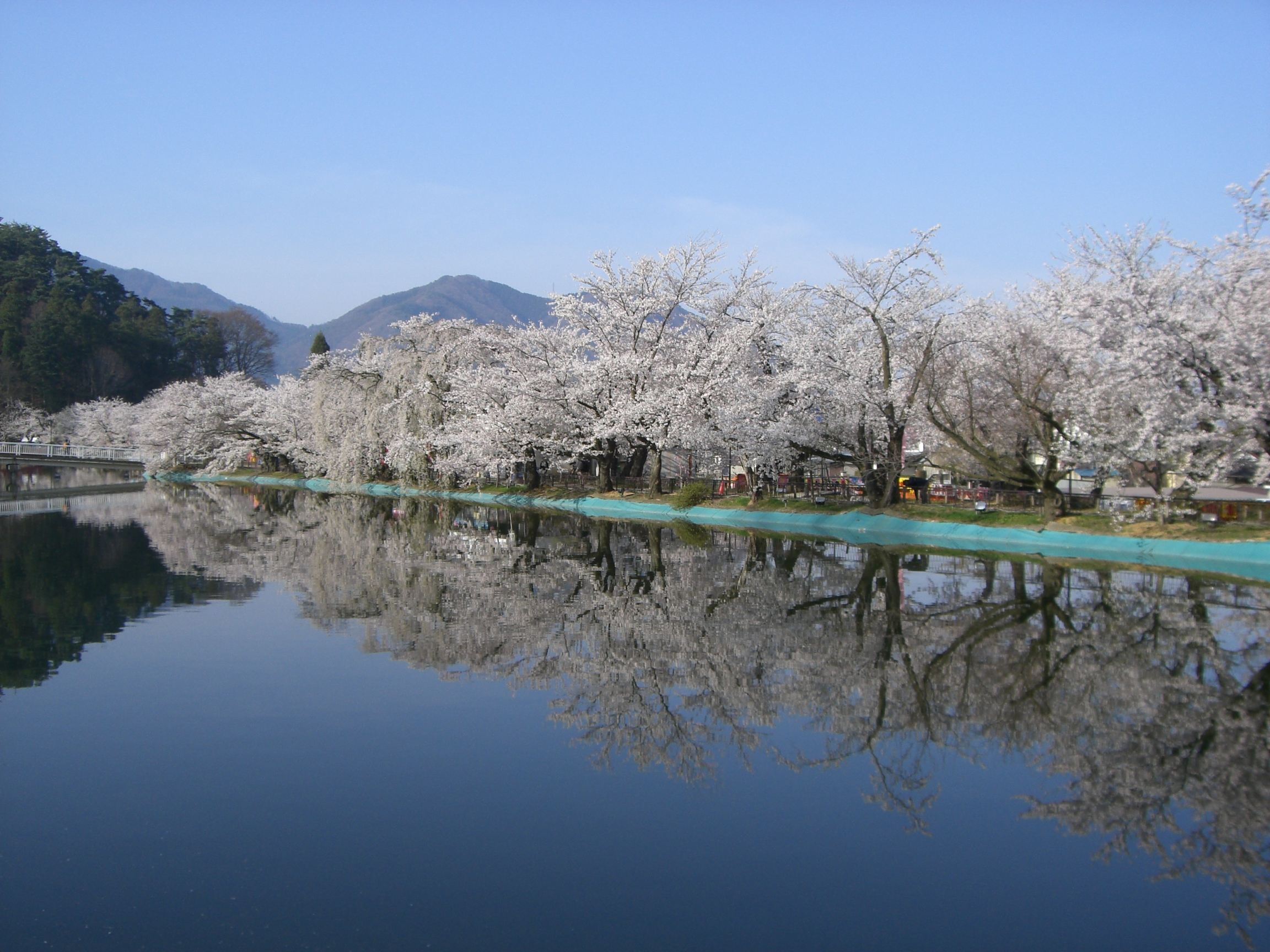
臥竜公園

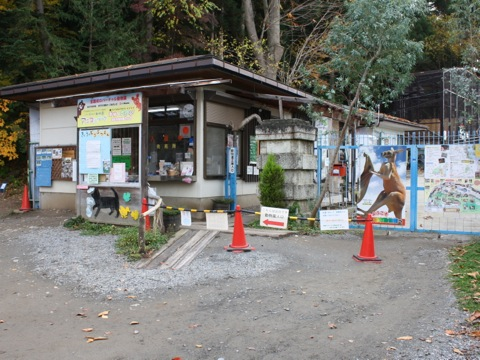
須坂市動物園

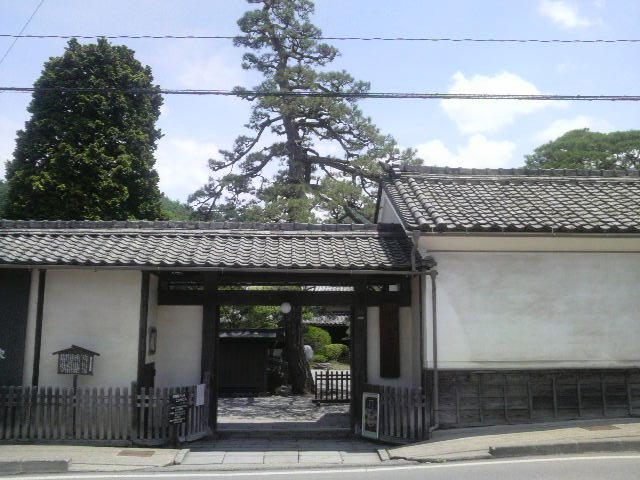
田中本家博物館

### 名所
- 五味池破風高原
- 峰の原高原
- 米子大瀑布（日本の滝百選）
- 臥竜公園（須坂城址・日本さくら名所100選）
- 須坂市動物園
- 須坂藩陣屋跡 - 現在は須坂小学校や須坂東高校のある界隈。
- 井上城跡
- 竹の城跡
- 鷹羽城跡
- 源太入城跡
- 栃倉城跡
- 米子城跡
- 仙仁城跡
- 雨引城
- 大岩城
- 森の畑 信州ブルーベリー観光農園
- 墨坂神社
- 米子瀧山不動寺
- 普願寺
- 高顕寺
- 竜の割石（坂田山共生の森）

### 美術館・博物館等
- 須坂市立博物館
- 須坂市文化会館 メセナホール
- 豪商の館 田中本家博物館
- 笠鉾会館ドリームホール
- 須坂クラシック美術館
- 世界の民俗人形博物館 - 小池千枝コレクション -
- 須坂版画美術館・平塚運一版画美術館
- アートサロン／明治異人館
- 蝶の民俗館
- 市立須坂図書館
- 須坂市文書館（旧上高井郡役所内）[3]

### 温泉
- 須坂温泉・古城荘
- 仙仁温泉・岩の湯
- 湯っ蔵んど
- 福寿荘

### 祭事
- 信州須坂の町の雛祭り[4]
- 臥竜公園 桜祭り
- 臥竜公園 大菊花展
- 須坂祇園祭 – 墨坂神社の境内社である弥栄神社（牛頭天王社）を中心とする祭礼
- 須坂カッタカタまつり

### 名物
- 信州須坂「みそ料理」
- みそすき丼

## 出身著名人
（五十音順）
- 浦野りせ子（メゾ・ソプラノ歌手）
- 遠藤守（名古屋大学准教授）
- 遠藤守信（信州大学教授）
- 岡部タカノブ（デジタルイラストレーター）
- 小田切磐太郎（政治家）
- 神林正文（バレーボール選手）
- 北沢喜代治（作家）
- 北村宏司（騎手）
- 兄弟（お笑いコンビ） - 体制、紅葉
- 栗生純夫（俳人、小林一茶研究家）
- 黒岩弘（プロ野球選手）
- 小池千枝（文化服装学院名誉学院長）
- 小坂巖（アナウンサー、競馬評論家）
- 越寿三郎（実業家）
- 小湊隆延（サッカー選手・指導者）
- 坂田雅子（映画監督）
- 高橋義希（サッカー選手・サガン鳥栖）
- 高橋有紀子（バレーボール選手・指導者）
- 竹内整一（東京大学教授）
- 富澤一誠（音楽評論家）
- 中澤隆範（俳優）
- ナカザワフミア（映像監督・クリエイティブプロデューサー）
- 中島史恵（タレント）
- ハラヒロシ（ウェブディレクター、ウェブデザイナー）
- 原嘉道（政治家）
- 町田孝行（野球選手・信濃グランセローズ）
- 丸田俊彦（精神科医）
- 水野信行（ホルン奏者）
- 宮本明恭（フルート奏者、元NHK交響楽団首席奏者）
- 宮本忠長（建築家、日本建築士連合会会長）
- 持田澄子（東京医科大学教授、第19回猿橋賞受賞）
- 村石久二（スターツグループCEO）
- 山岸あかね（バレーボール選手）
- 山岸謙太郎（映画監督）
- 山岸哲（山階鳥類研究所長）
- よしたに（漫画家）

## 市にゆかりのある著名人
- 堀直虎
- 井深大（ソニー創業者。戦時中に工場疎開していた[5][6]）
- 盛田昭夫（ソニー創業者。疎開していた井深に会うために度々訪れていた[5][6]）